# Nâves-Parmelan
Pour les articles homonymes, voir Naves.
Nâves-Parmelan est une commune française située dans le département de la Haute-Savoie, en région Auvergne-Rhône-Alpes.

## Géographie
Situé sur une terrasse du dépôt morainique glaciaire, à 640 m d’altitude, le territoire communal s’étend sur 539 hectares du sommet du mont La Cha, à 1 281 m, aux rives du Fier à 480 m d’altitude. Orienté sud-ouest, il bénéficie d’une exposition intéressante, ensoleillé jusqu’au soir, quand le soleil se couche derrière la dent du Chat.
Le paysage environnant va du Parmelan, auquel le nom de la commune fait référence, le mont La Cha, (autrefois appelé "la montagne des Anisses"), les Dents de Lanfon, le mont Veyrier, la plaine Annecy-Seynod-Albanais. Du haut du Parmelan, on embrasse la chaine du Mont-Blanc.
Pour éviter les confusions postales avec Naves Savoie, et pour marquer l’attachement à son terroir le conseil municipal obtient, en 1932, d’ajouter à sa dénomination le nom du Parmelan, sommet qui le domine, mais dont le point culminant se trouve sur la commune voisine de Dingy-Saint-Clair.

## Urbanisme

### Typologie
Au 1er janvier 2024, Nâves-Parmelan est catégorisée ceinture urbaine, selon la nouvelle grille communale de densité à sept niveaux définie par l'Insee en 2022.
Elle appartient à l'unité urbaine de Fillière, une agglomération intra-départementale regroupant sept  communes, dont elle est une commune de la banlieue,,. Par ailleurs la commune fait partie de l'aire d'attraction d'Annecy, dont elle est une commune de la couronne,. Cette aire, qui regroupe 79 communes, est catégorisée dans les aires de 200 000 à moins de 700 000 habitants,.

### Occupation des sols
L'occupation des sols de la commune, telle qu'elle ressort de la base de données européenne d’occupation biophysique des sols Corine Land Cover (CLC), est marquée par l'importance des forêts et milieux semi-naturels (51 % en 2018), une proportion sensiblement équivalente à celle de 1990 (51,4 %). La répartition détaillée en 2018 est la suivante :
forêts (51 %), prairies (21,7 %), zones agricoles hétérogènes (17,9 %), zones urbanisées (9,4 %).
L'IGN met par ailleurs à disposition un outil en ligne permettant de comparer l’évolution dans le temps de l’occupation des sols de la commune (ou de territoires à des échelles différentes). Plusieurs époques sont accessibles sous forme de cartes ou photos aériennes : la carte d'état-major (1820-1866) et la période actuelle (1950 à aujourd'hui). La commune, relevant des États de Savoie au XVIIIe siècle, est également mentionnée sur la mappe sarde (1730).

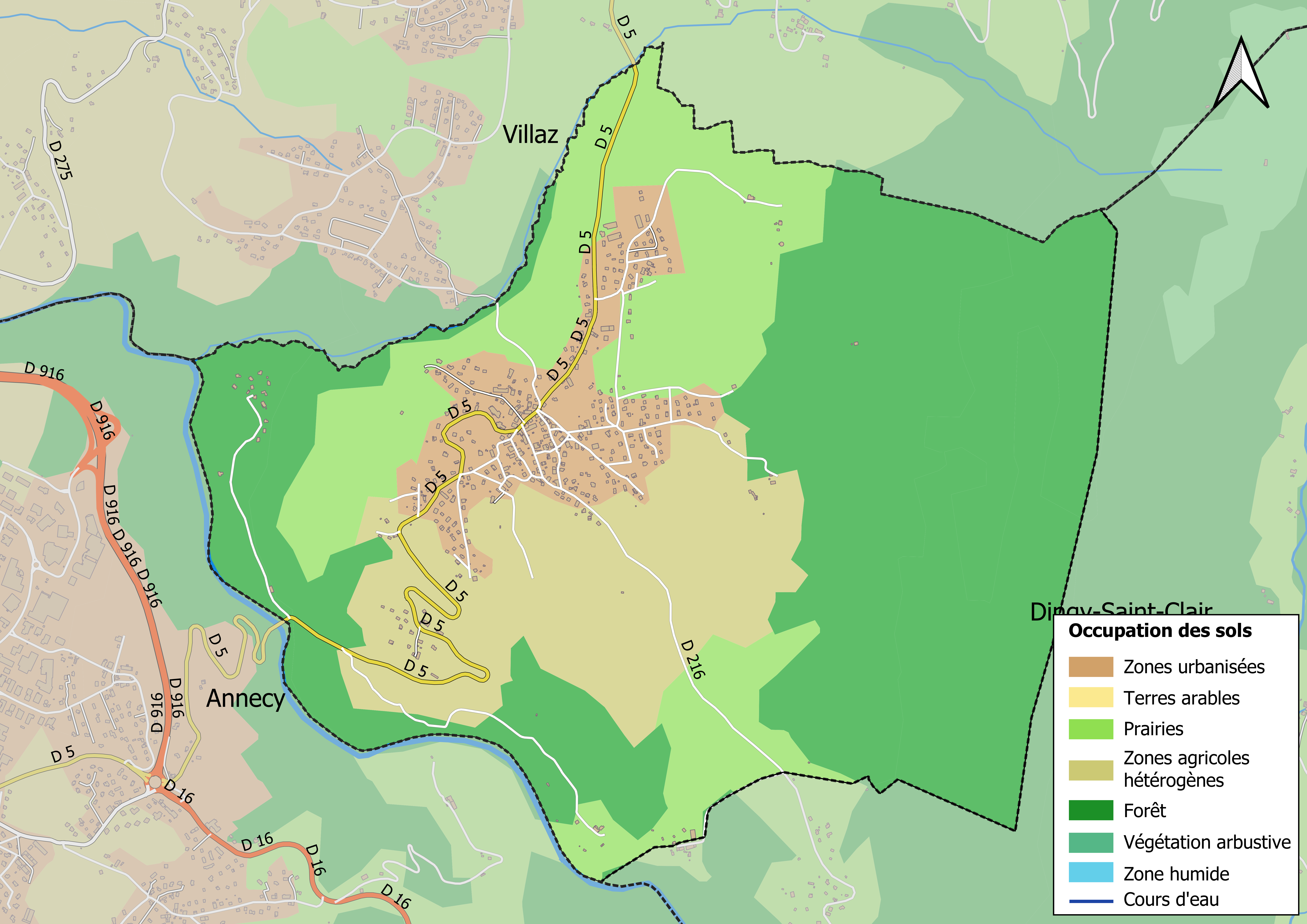
Carte des infrastructures et de l'occupation des sols en 2018 (CLC) de la commune.
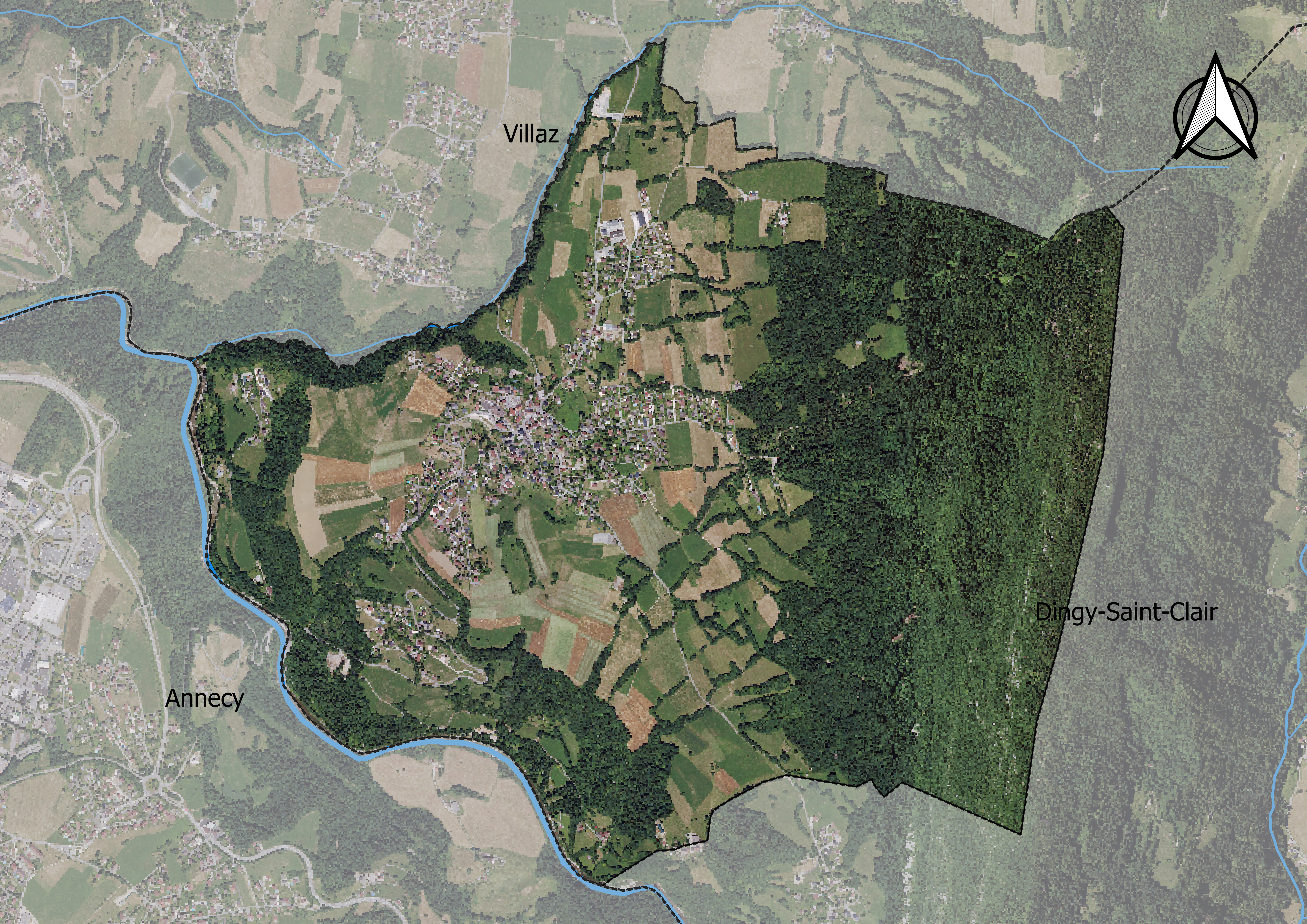
Carte orthophotogrammétrique de la commune.

## Toponymie
La commune de Nâves devient Nâves-Parmelan par décret du 10 janvier 1932. En France, sept communes portent le nom de Naves, l’étymologie de Naves peut signifier plateau habité ou plus généralement vallée, petite dépression. Toutefois la forme latine "e navarum" que l'on trouve dans de nombreux actes médiévaux doit laisser à supposer que le toponyme originel a dû être non pas "Nâves" mais bien "les Nâves".
En francoprovençal, le nom de la commune s'écrit Nâve, selon la graphie de Conflans.

## Histoire

### Période antique
La découverte fortuite de deux monnaies romaines, dont un denier identifié comme datant du règne de Philippe l'Arabe, (244-249 apr. J.-C.), ainsi qu'un trésor de "minissimi" du Bas-Empire romain découvert dans le cimetière communal longtemps avant la destruction de l'ancienne église paroissiale, outre encore la découverte de tombes de l’époque burgonde, font remonter le peuplement du village aux tout premiers siècles de notre ère. On suppose qu'à cette époque, le village est établi à l’écart de la voie romaine qui relie le camp romain de Dingy-Saint-Clair au domaine agricole de Villaz, siège d’une Villa romaine.

### Période médiévale
On ne connait que peu de choses de l'histoire du village au Moyen Âge si ce n'est qu'il releva très tôt des fiefs des seigneurs de Menthon. Ces seigneurs y entretiennent un châtelain pour gérer leurs affaires ainsi qu'un meunier sur lequel ils perçoivent des droits et l'on y rend régulièrement la justice au banc du droit installé près de l'ancienne entrée du cimetière, lieu-dit encore actuellement "la Cour". Quoique la commune fut alors probablement fort modeste en nombre d'habitants, les archives trahissent l'existence d'une étude notariale dès le milieu du XIIIe siècle, étude qui se survivra jusqu'aux réformes administratives du début du XVIIIe siècle. On sait d'autre part par ces mêmes archives que la vigne est alors une des richesses de la commune et que le vin jouit d'une bonne réputation puisqu'exporté jusqu'à la table de l'évêque à Genève. Le dénichage de jeunes faucons vendus à des maîtres fauconniers français constitue pour toute cette période une autre source de revenus non négligeable pour les habitants les plus hardis.
1256 : le hameau de Laval brûle. On relève plusieurs blessés.
La peste et ses récurrences successives ont créé, semble-t-il, de grands vides au sein de la population; des cabanes pesteuses ont alors été installées près de la route menant du chef-lieu à la "voie romaine", (lieu-dit les Bâtiés), et un cimetière ancien voire antique fut réaffecté aux besoins de ces pauvres malheureux au bas du lieu-dit "Entre Deux-Crets", à l'emplacement de l'actuelle déchetterie.
La commune compte, en 1561, 335 habitants, 234 vaches, 215 chèvres, 148 moutons et un cheval.
La commune voit naître le 10 septembre 1728 le jeune Jacques Pignarre, futur prêtre agronome que l'historiographie qualifiera de "Parmentier savoyard" tant il œuvra pour la popularisation de la consommation humaine de la pomme de terre dans la région.
En 1756, la commune ne compte plus que 194 habitants lorsque l'administration sarde dépêche ses enquêteurs pour établir un état statistique de la région après l'occupation du pays par les troupes espagnoles.
Un incendie ravage la commune au cours de l'hiver 1775; il dut être suffisamment dévastateur pour que la municipalité de l'époque fasse appel au sieur Gallo, alors architecte provincial, pour venir en estimer le dommage.
La paroisse rachète une partie des droits féodaux qui pèsent sur ses épaules par deux actes notariés des 29 décembre 1790 et 3 janvier 1791. L'entrée des Français en Savoie l'année suivante viendra opportunément libérer les finances communales d'une charge qu'elles auraient probablement eu beaucoup de mal à assumer.

### Période contemporaine
La Révolution française n'a pas laissé de trace particulièrement remarquable dans la commune : les habitants semblent avoir été assez passifs face aux nouveaux venus français quoiqu'il leur fut reproché par certains ultras de la ville d'avoir été "trop malheureusement et perfidement éloignés de la Révolution" par "la malveillance sacerdotale". Des frictions apparaîtront avec la chute du régime et l'arrivée des occupants autrichiens. Le maire de l'époque, Jean-Pierre Panisset, est alors dénoncé par quelques-uns de ses concitoyens pour sa soi-disant mauvaise gestion des subsides militaires perçus dans la commune au profit des nouveaux occupants, ce qui lui vaudra d'être remercié par les nouvelles autorités sardes. Cette disgrâce sera de courte durée puisqu'il revient à la tête des affaires communales dès 1821.
Dans la nuit du 17 au 18 mars 1841, le feu prend du côté de la cure; le temps est à la bise et le feu s'étend rapidement aux bâtiments voisins : 16 maisons sont détruites et autant de familles jetées à la rue.
Signalons encore la nomination du premier pédon, (facteur), le 6 janvier 1838, la création d'une école de garçons, le 6 mai 1852, et d'une école de filles, le 19 novembre 1854 ou l'installation d'un premier moulin moderne "Chez le Deniard", par patentes royales du 25 juin 1855.
En 1860, la Savoie gagne le giron français. Le nouveau conseil municipal, sous la direction du premier maire Nicolas Verjus, précédemment syndic sous l’administration sarde, sollicite la générosité impériale de Napoléon III, pour reconstruire le pont sur le Fier, qui menace ruine, l’église trop petite et qui branle quand sonnent les cloches qui y sont suspendues et une mairie digne de ce nom, vu que le conseil se réunit dans l’école des garçons et que la sauvegarde des archives municipales n’est pas assurée. Ces projets aboutissent très rapidement : les travaux de la nouvelle mairie sont lancés dès 1861, ceux de la nouvelle église en 1862 et le nouveau pont en pierre s'esquisse à partir de 1863. Le conseil municipal décide de l'implantation de nouvelles fontaines en ciment en 1889, (les anciens bassins étaient en bois) et une fromagerie se crée dans la commune en 1901. Le téléphone arrive en 1905 et un bureau de poste est inauguré en 1910. L'arrivée de la "fée électricité" est approuvée par décision du conseil municipal en date du 26 mai 1922.
Comme partout en France, pendant la Première Guerre mondiale, la mobilisation et les réquisitions de toutes sortes, viande, matériel, affecte lourdement le village. Malheureusement, 11 de ses jeunes hommes ne reviendront pas : Jean-Marie Verjus, Marcel Verjus, Auguste Faure, Auguste Davier, François Panisset, Jean-Marie Sandre, Alphonse Jourdan, Émile Panisset et Henri Castex. Le monument aux morts est érigé au centre du village, à leur mémoire, (monument inauguré le 29 mai 1921).
La commune, jusqu'alors baptisée Nâves, devient par décret présidentiel du 10 janvier 1932, Nâves-Parmelan pour la différencier notamment de Grand-Nâves et Petit-Nâves en Savoie.

#### Seconde Guerre mondiale
Pendant la guerre 1939-1945, un groupe de FTP se constitue, qui rejoindra la compagnie « Le Chamois » de Thorens. Une section de républicains espagnols s’installe au chalet du Clu, dans l’attente d’un parachutage sur le Parmelan. En mars 1944, conséquence du bouclage du plateau des Glières, le village est occupé par un détachement allemand qui réussit à prendre en embuscade, à ce même chalet du Clu, un groupe de résistants cherchant à rejoindre Annecy, dans lequel se trouve le capitaine Anjot, qui avait pris le commandement de Glières, après la mort de son premier chef, le lieutenant Tom Morel. Derrière son curé, le village, sous le nez des Allemands, donnera une sépulture décente aux six soldats dans le cimetière communal. Ils seront ensuite transférés à la Nécropole nationale des Glières (Thônes).
Un seul réchappera de l'embuscade, Angel Gomez, qui comme la plupart des rescapés de Glières participera ensuite au parachutage du 1er août et à la libération d'Annecy et de la Haute-Savoie, le 19 août 1944.
Une stèle honore la mémoire du capitaine Maurice Anjot, du lieutenant Lambert Dancet, du sergent Louis Vitipon, tous trois du 27e Bataillon de chasseurs alpins, et de trois républicains espagnols, Florian Andujar, Manuel Corps, Antonio Perez. Chaque année, le 4e samedi du mois de mars une chaleureuse cérémonie commémore leur sacrifice.
Une fois les Allemands partis, c'est un détachement de la Milice qui fera passer un terrible Vendredi Saint (7 avril 1944), plusieurs hommes seront arrêtés pour être tabassés et interrogés. Envoyé à Montluc, Pierre Sadaoui ne sera libéré qu’à la libération de Lyon. Camille Tournier, de Villaz, et M. Bloch, un juif réfugié à Naves, partiront en déportation, ils n’en reviendront pas.
En 1945, Pierre Raimondo, engagé dans l’armée de libération sera tué à Kingersheim (68).

#### Années 2010
En 2015, un projet de fusion des communes de la communauté de communes du pays de la Fillière est soumis à un référendum,. L'objectif est de créer une commune suffisant forte avant la fusion de la CCPF en 2017 avec la communauté de l'agglomération d'Annecy au sein du Grand Annecy.
Un référendum a été tenu le 11 octobre 2015 sur l'ensemble des communes de la CCPF pour décider de la création d'une commune nouvelle sur les bases de la communauté de communes, pour ensuite intégrer la communauté de l'agglomération annécienne. À la suite de ce référendum, la proposition de fusion est stoppée.

## Politique et administration
| Période                                  | Période                    | Identité            | Étiquette   | Qualité           |
| ---------------------------------------- | -------------------------- | ------------------- | ----------- | ----------------- |
| Les données manquantes sont à compléter. |                            |                     |             |                   |
| 1860                                     | ...                        | Nicolas Verjus      | républicain | ...               |
| 1875                                     | ...                        | Nicolas Panisset    | ...         | ...               |
| 1876                                     | ...                        | François Velluz     | ...         | ...               |
| 1876                                     | ...                        | Nicolas Verjus      | ...         | ...               |
| 1895                                     | ...                        | Nicolas Ballansat   | ...         | ...               |
| 1919                                     | ...                        | Eugène Panisset     | ...         | ...               |
| 1935                                     | ...                        | Joseph Eminet       | ...         | ...               |
| 1944                                     | ...                        | Jean-Marie Panisset | ...         | ...               |
| 1947                                     | ...                        | Louis Paulme        | ...         | agriculteur       |
| 1983                                     | ...                        | Pierre Panisset     | ...         | professeur        |
| 1992                                     | ...                        | Gérard Eminet       | ...         | facteur           |
| 1995                                     | ...                        | Denis Freret        | ...         | chef d'entreprise |
| mars 2001                                | octobre 2011               | André Rezvoy        | ...         | informaticien     |
| octobre 2011                             | avril 2018                 | Luc Émin            | ...         | chauffeur routier |
| juin 2018                                | En cours (au 18 juin 2018) | Christophe Poncet   | ...         |                   |

## Démographie
Ses habitants sont appelés les Naveraines et les Naverains. Le sobriquet en patois des habitants était Beveux de l'na (les buveurs de lunes), au XIXe siècle.

L'évolution du nombre d'habitants est connue à travers les recensements de la population effectués dans la commune depuis 1793. Pour les communes de moins de 10 000 habitants, une enquête de recensement portant sur toute la population est réalisée tous les cinq ans, les populations de référence des années intermédiaires étant quant à elles estimées par interpolation ou extrapolation. Pour la commune, le premier recensement exhaustif entrant dans le cadre du nouveau dispositif a été réalisé en 2006.

En 2022, la commune comptait 1 001 habitants, en évolution de +2,67 % par rapport à 2016 (Haute-Savoie : +6,01 %, France hors Mayotte : +2,11 %).
| 1793 | 1800 | 1806 | 1822 | 1838 | 1848 | 1858 | 1861 | 1866 |
| ---- | ---- | ---- | ---- | ---- | ---- | ---- | ---- | ---- |
| 281  | 251  | 299  | 306  | 416  | 495  | 430  | 430  | 461  |

| 1872 | 1876 | 1881 | 1886 | 1891 | 1896 | 1901 | 1906 | 1911 |
| ---- | ---- | ---- | ---- | ---- | ---- | ---- | ---- | ---- |
| 476  | 486  | 442  | 402  | 369  | 334  | 331  | 320  | 315  |

| 1921 | 1926 | 1931 | 1936 | 1946 | 1954 | 1962 | 1968 | 1975 |
| ---- | ---- | ---- | ---- | ---- | ---- | ---- | ---- | ---- |
| 265  | 253  | 244  | 255  | 257  | 294  | 268  | 270  | 359  |

| 1982 | 1990 | 1999 | 2006 | 2011 | 2016 | 2021  | 2022  | - |
| ---- | ---- | ---- | ---- | ---- | ---- | ----- | ----- | - |
| 520  | 719  | 862  | 868  | 937  | 975  | 1 002 | 1 001 | - |

## Culture et patrimoine

### Lieux et monuments
L'église Saint-Eugend de Nâves-Parmelan est dédiée à Oyand de Condat, l'un des « saints Pères du Jura ». L'ancienne église se situait au centre du cimetière paroissial ancien. Une croix de plusieurs mètres de haut signale encore actuellement l'emplacement du chœur de cet ancien édifice, rasé après 1860. Un plan-masse conservé aux Archives municipales de Nâves-Parmelan laisse apparaître un ouvrage en croix grecque affublé d'une excroissance visant sur le Parmelan, (sans doute une ancienne chapelle) ; le dessin très particulier de cette église tient peut-être simplement à une obligation topographique. Le mobilier des anciennes chapelles est en partie conservé dans les chapelles latérales de l'actuelle église.
La fête du saint patron, début janvier, a été longtemps l'occasion d'une vogue dont la date fut déplacée en 1908 au 2e dimanche après la 15 août, (vogue tombée en désuétude avec la Seconde Guerre Mondiale).
La nouvelle église est construite dans un style néogothique au XIXe siècle.

### Souterrain
L'existence d'un souterrain dans la commune est pour beaucoup d'anciens habitants une véritable "légende urbaine", le genre d'histoire à dormir debout que l'on raconte aux touristes en mal de sensation. Mais son existence est tout ce qu'il y a de plus réel.
Ce souterrain est assurément ancien ; il en existe en effet dans les archives des notaires Questan un procès-verbal de visite daté du 28 novembre 1582 lequel renvoie semble-t-il à un acte de 1471, hélas perdu. On y évoque un "estoc devers Saint Heugend" et un "estoc de Saint Clair", ce qui laisse à supposer pour le moins que la construction change d'orientation en un point de son parcours. Fermé en 1471 sur ordre du châtelain de l'époque, il est nettoyé et laissé de nouveau ouvert en 1582.

### Personnalités liées à la commune
- Jacques Pignarre (1728-1807), surnommé parfois le "Parmentier des Savoyards"[réf. nécessaire], natif de la commune, prêtre, émigré à Lausanne durant la Révolution, puis emprisonné, agronome. Il serait, selon la tradition, à l'origine de la popularisation de la consommation humaine de la pomme de terre en Savoie[31].
- Lucien Panisset (1880-1940), dont le grand-père Jean Maurice est né à Nâves en 1813, professeur à l'école nationale vétérinaire d'Alfort[32].
- Maurice Anjot, capitaine du 27e BCA, commandant le bataillon des Glières après la mort du lieutenant Tom Morel. Il tient tête à l'encerclement du plateau des Glières par l'armée allemande et la milice française. Il ordonne le décrochage qui permet de sauver de nombreux maquisards, et la reprise de la lutte jusqu'à la libération d'Annecy et département le 19 août 1944. Tué à Nâves-Parmelan le 27 mars 1944.